# 映画ドラえもん のび太の宇宙英雄記
『映画ドラえもん のび太の宇宙英雄記（えいがドラえもん のびたのスペースヒーローズ）』は、2015年の日本のSFコメディアニメ映画。藤子・F・不二雄の漫画『ドラえもん』を原作とした、映画「ドラえもん」シリーズの第35作。並行し、大長編ドラえもんの1作として漫画版全6回が連載された。第2期大長編シリーズでは6作目となる。監督は大杉宜弘、脚本は清水東が務めた。

## ストーリー
子どもたちに大人気のヒーロー番組『ミラクルヒーロー銀河防衛隊』を見て「自分もヒーローになれたら」と憧れるのび太。一方、同じくその番組を見たスネ夫とジャイアンがしずかを誘ってヒーローものの映画撮影を始めた。それを目の当たりにしたのび太も「参加したい」と懇願するがヒーローの相手の怪獣役を与えられてしまい、ジャイアンに投げ飛ばされてしまう。
家に帰ってきたのび太からその経緯を聞き、自身も番組のファンだと自称するドラえもんはのび太と再びジャイアンたちの元へ向かい、監督ロボット・バーガー監督の映画制作の能力と衣装のスーツを「グレードアップライト」による力で超能力を使えるようにして本格的な映画を撮ることになった。
撮影後、そこへ現れた謎の人物・アロンから「故郷のポックル星を救って欲しい」と頼まれ、アロンの乗ってきた宇宙船に乗り込みポックル星へと向かう。「本格的な撮影になってきた」と期待を膨らませる5人であったが、そんな彼らを待ち受けていたのはポックル星の侵略を企（たくら）む宇宙海賊団との本物の戦いだった。
「銀河防衛隊」となったドラえもんたちは宇宙海賊団の総攻撃からポックル星を守り抜くために力を合わせて立ち向かう。

## 登場人物

### レギュラー
ドラえもん
声 - 水田わさび
この物語の主人公。ヒーロースーツによって石頭の要素が特化され、頭突きの威力が高まっている。また、メーバに捕まったのび太が落としたヒーローバッジを拾って「バッジを落とすなんてマヌケなことができるのはのび太くんしかいない」としずかやバーガー監督と共にいつものようにひどいことを言ったり、時に目立つことばかりを考えている。主人公でありながら目立った活躍が少ない（リーダーとしての見せ場もほぼ無い）が、頭突きを駆使してのび太たちが捕らえられていた球体のガラスを破壊し、のび太たちの救出に成功した。その後、ハイドとの決戦では四次元ポケットから大量のガラクタを出し、スネ夫が小型飛行機を組み立てられるように手助けをする。
野比のび太
声 - 大原めぐみ
ヒーロースーツによってあやとりの要素が特化され、手から赤色の毛糸を出す能力が付いたが、ただあやとりをするだけであるために攻撃力は皆無で、本人ですら「何の役にも立てない」と嘆いている。また、他にも登場時のフレーズで唯一セリフがなかったり、上記のようにドラえもんたちにいつものようにひどいことを言われたり、終盤でメーバのベルトによって海賊たちの宇宙船にワープされた上に戻ってくるまで誰もいないことに気づかれないなどの歴代の映画に比べて扱いはTVシリーズのように散々で目立った活躍も少ない。一度はアロンと共に宇宙海賊のアジトに侵入し、そこで宇宙海賊の目的を知ったことで驚きの声をあげて見つかってしまい、すぐに逃げようとしたところをやって来たメーバによってアロンと共に捕らえられてしまうが、ドラえもんやしずか、バーガー監督によって救出される。その後、イカーロスとの決戦では一度は圧倒されるが、イカーロスの一言に激昂して毛糸の投網を発動し、イカーロスを捕まえるという形で撃破する。終盤では子供たちと共にあやとりをする姿が確認できる。
源静香（しずか）
声 - かかずゆみ
ヒーロースーツによって風呂好きの要素が特化され、手から水をビーム状に発射する能力｢アクアビーム｣が付いた。のび太たちを救出しに行った時はバーガー監督の立体映像と連携してハイドを翻弄し、のび太たちの救出に成功した。その後、メーバとの決戦では大量の熱湯を放つ「ハイパー温泉ビーム」を発動し、メーバを撃破する。その後はジャイアンと共に駆けつけ、ドラえもんたちを追撃するハイドを彼と共に撃破する。
剛田武（ジャイアン）
声 - 木村昴
ヒーロースーツによって力持ちの要素が特化され、他の4人よりも高い格闘能力を発揮する。一度はスネ夫と共にオーゴンに敗れて捕らえられてしまうが、ドラえもんやしずか、バーガー監督によって救出された。その後、オーゴンとの決戦では「母ちゃん直伝・無限ビンタ」という連続攻撃を発動し、オーゴンを撃破する。その後はしずかと共に駆けつけ、ドラえもんたちを追撃するハイドを彼女と共に撃破する。
骨川スネ夫
声 - 関智一
ヒーロースーツによってプラモ作りの要素が特化され、手先からドリルやマジックハンドを出す能力が付いた。一度はジャイアンと共にオーゴンに敗れて捕らえられてしまうが、ドラえもんやしずか、バーガー監督によって救出された。その後、ハイドとの決戦ではドラえもんの四次元ポケットから出したガラクタを一瞬で小型飛行機に組み立てた。
野比玉子（のび太のママ）
声 - 三石琴乃
ジャイアンの母ちゃん
声 - 竹内都子

### ゲストキャラクター

#### ポックル星
天の川銀河の果てにある、のどかで平和な星。他の惑星から来る人はめったにない。グラファイトを含む星（太陽）「アルマス」が砕かれると滅びてしまうが、それもドラえもんたちの活躍により事なきを得た。
アロン
声 - 井上麻里奈
ポックル星の保安官。ポックル星の異変を知り、その原因がスペースパートナー社にあると推測して独自に調査を進め、結果として彼らが宇宙海賊団であることを突き止める。その後、宇宙海賊団の陰謀についてを調査している途中で彼らに気づかれたことで一時は宇宙船を奪って逃亡するが、追っ手の攻撃で宇宙船が地球に墜落し、そこでヒーロー映画を撮影していたドラえもんたちを本物のヒーローと思い込んで彼らに助けを求める。その後は仲間たちにぞんざいに扱われるのび太に対してほぼ唯一敬意を払うことで友情を深めていき、ポックル星に到着した後は行動を共にする。その後、宇宙海賊のアジトに侵入した際にメーバによって捕らえられるが、ドラえもんやしずか、バーガー監督によって救出された。最終決戦後はポックル星の保安官として平和を守って行くことを改めて決意する。
リボン、タレ、モン、キントキ、コロ
声 - 古田うた、岩田龍門、上田弦、日下雅貴、曽我夏美
アロンと仲の良い子供たち。
議員
声 - 清川元夢
ポックル星の議員。他のポックル星民と同様に宇宙海賊団に騙されており、真っ先に陰謀に気づいたアロンの説得にも耳を貸さなかったが、終盤で彼らに騙されていたことに気づいて自らの行いを悔やみ、最終決戦後はアロンに謝罪を示すとともに彼とドラえもんたちの活躍を称えた。
秘書
声 - こぶしのぶゆき
おじいさん
声 - 関根信昭

#### 宇宙海賊団
イカーロス
声 - 市村正親/楠見尚己（ゲーム版）
宇宙海賊団の首領。黒の体色をしており、イカの触手を伸ばした獣の外見をしている。また、普段はアジトとなる黒い宇宙船内のカプセルに閉じこもりながらハイドたちに指示を与えており、失態を犯した部下を黒い液体で石化して粉砕する。弱った肉体を復活させるのに必要なグラファイトを手に入れるためにポックル星全体のエネルギーを収束したビームでアルマスを破壊しようと画策し、最終決戦ではメーバのベルトでアジトに迷い込んだのび太を軽くあしらうが、彼の出した毛糸の投網で拘束されて肉体が泥のように崩れ落ちた。その後は小さいイカの姿となってビームを発射させるが、バーガー監督の早戻し機能でビームの発射を帳消しにされてしまい、自身もドラえもんの空気砲で倒される。
ハイド
声 - 田中裕二/斉藤壮馬（ゲーム版）
宇宙海賊団の幹部でリーダー。知性に優れており、メカニックにはめっぽう強い。スペースパートナー社の社員と偽ってポックル星民たちに近づき、ポックル星の発展のためと称して色々な手助けをすることで彼らの信頼を勝ち取りつつも裏でポックル星全体のエネルギーを集めるために暗躍する。その後は捕らえたのび太たちの見張りをしており、後にしずかの能力とバーガー監督の立体映像に翻弄され、結局はのび太たち全員に逃げられるという失態を犯したが、ビーム発射のスイッチをイカーロスに渡しながら言葉巧みに言い逃れをしたことで処刑を免れた。その後、最終決戦ではメカに乗り込んでドラえもんやスネ夫、アロンを追い詰めるが、最終的にはしずかとジャイアンの加勢によりメカごと吹っ飛ばされて敗北した。
メーバ
声 - 観月ありさ/まつだ志緒理（ゲーム版）
宇宙海賊団の幹部で紅一点。アメーバ状の体を持ち、伸縮自在に操って相手を拘束したり、ムチのようにして攻撃する。至って冷酷な性格で、ポックル星が滅びるのを想像しながら喜びを露わにしたり、のび太たちが侵入したことに気づかずに計画の内容を大きな声で話していた手下に制裁を加えようとしていた。
スペースパートナー社の社員と偽ってポックル星民たちの信頼を勝ち取り、その裏で計画のために暗躍。アジトに侵入したのび太とアロンを捕らえたりもした。最終決戦では腰のベルトがひょんなことからのび太の手に渡ってしまい、直後にしずかのハイパー温泉ビームで体を溶かされて弱体化。しずかに「もう悪いことしちゃ駄目よ」と注意された後、敗走する。
オーゴン
声 - 古川裕隆
宇宙海賊団の幹部。毛むくじゃらの外見に加えて言葉は話せないが、ジャイアンから「キンピカザル」と呼ばれて激昂するなどの感情は持っている。また、それなりの怪力を持っており、本気を出すと金色のオーラを出す。スペースパートナー社の社員と偽ってポックル星民たちに近づき、計画のために暗躍する。その後はジャイアンを圧倒し、彼とスネ夫を捕らえたが、最終決戦ではジャイアンの母ちゃん直伝・無限ビンタを受けて敗北する。
手下
声 - 鳥海勝美、北村謙次
宇宙海賊団の下っ端。一部はポックルランドの警備員に化けており、幹部たちの暗躍の手助けをする。

#### その他
バーガー監督（映画監督ロボ）
声 - 能登麻美子
ハンバーガー型の監督ロボットで、ひみつ道具の一種。作りたい映画を頼めば立体映像などで舞台や敵キャラを用意し、空を飛ぶ超小型カメラで撮影してくれる。また、早戻し機能で対象の時間を巻き戻しできる。言葉は話せないが、気難しい性格で、女の子に弱く、ドラえもんたちと同様にのび太に対しては容赦がない。また、アロンからはドラえもんたちのリーダーと勘違いされていた。のび太たちの救出の際にはしずかと連携してハイドを翻弄し、救出に成功した。最終決戦後はイカーロスが発射させたビームを巻き戻し機能で巻き戻しにし、ビームの発射を帳消しにした。また、舌の色が黄色のためチーズバーガーがモチーフだと思われる。
子供たち
声 - 深田愛衣、佐藤奏美、天神林ともみ、まつだ志緒理
物語の冒頭と終盤に登場した子供たち。空き地でのび太のあやとりを見物する。
デメキン
声 - 大西健晴
テレビの場面で少し登場した怪物。
銀河防衛隊
声 - 不明
ドラえもんたちがヒーローに憧れる理由となったテレビの三人組ヒーロー。テレビでアニメが流れていた場面に登場した。

## 設定・舞台
ミラクルヒーロー銀河防衛隊
子供たちに大人気のヒーロー物テレビ番組。略称として『銀河防衛隊』、『ミラクル銀河防衛隊』とも呼ばれている。ドラえもんたちもファンであり、この番組がきっかけとなって物語の発端である映画撮影が行われることとなった。
元となったのは藤子F作品である『ミラ・クル・1』。映画版では全員人間の子供だが、漫画版では『ミラクル銀河防衛隊』というタイトルでほぼ原作に沿う姿で描かれている（ただし、小型犬だったワンに当たるキャラクターが大柄な犬人間のような姿だったり、原作にはない光線技を使ったりしている）。
ヒーロースーツ
ドラえもんたちがヒーロー映画の撮影で使用した衣装。
グレードアップライトの力で着用者の力を引き上げる強化服に変化しており、着用者の特技・趣味などに合わせた能力が使える。首元の十字型バッジを外すと消滅し、付けると自動で着用できる。
ポックル星
アロンの故郷。天の川銀河の端に位置する、のどかで平和な星で他の宇宙人がめったに来ない。
宇宙海賊団はポックル星全体のエネルギーを用いてアルマスを破壊しようと企み、その影響で植物の枯渇などを招いた。
名前の由来はコロポックルより。
アルマス
ポックル星の衛星。
表面を覆うダイヤモンドでポックル星から遠く離れている恒星からの光をポックル星に向けて反射しているため、ポックル星の太陽としての役目をもつ。アロンによるとダイヤモンドを狙い、アルマスを破壊しようとして失敗した者がいる模様。
内部がグラファイトで構成されているため、宇宙海賊団の標的となった。
宇宙船がアルマスに接近していたとき、宇宙海賊のデータを分析したスネ夫によると宇宙船はポックル星からは約35万km離れた位置にあった。
ベルト
宇宙海賊団の団員が腰に装着するベルト。バックルが瞬間移動装置になっており、使用すると宇宙海賊団のアジトに転送される。

## スタッフ
監督は映画・テレビシリーズ、藤子・F・不二雄ミュージアム内にあるFシアター上映アニメで演出・作画監督などを手がけてきた大杉宜弘が初監督を務める。前作『ドラえもん 新・のび太の大魔境 〜ペコと5人の探検隊〜』（2014年）に引き続き、脚本は清水東が担当する。本作で、清水は『ドラえもん 新・のび太と鉄人兵団 〜はばたけ 天使たち〜』（2011年）より5年連続で脚本を手がけることになった。演出には『のび太のひみつ道具博物館』（2013年）など映画シリーズで原画を担当していたアニメーター・演出家の酒井和男（後に浅野勝也も加わり2人体制となる）、美術監督には大杉が手掛けたFシアター上映アニメ『Fキャラオールスターズ大集合 ドラえもん&パーマン 危機一髪!?』（2011年）で美術を務めた皆谷透がそれぞれ初登板している。
| 原作                             | 藤子・F・不二雄 |
| 脚本                             | 清水東 |
| キャラクターデザイン             | 丸山宏一 |
| 美術監督                         | 皆谷透 |
| 撮影監督                         | 末弘孝史 |
| 編集                             | 小島俊彦 |
| 録音監督                         | 田中章喜 |
| 効果                             | 糸川幸良 |
| 音楽                             | 沢田完 |
| チーフプロデューサー             | 増子相二郎 川北桃子 大倉俊輔 斎藤満 |
| 監督                             | 大杉宜弘 |
| 企画・原案協力                   | むぎわらしんたろう |
| 絵コンテ                         | 大杉宜弘 |
| 演出                             | 酒井和男 浅野勝也 |
| 作画監督                         | 丸山宏一 秦洋美 土屋祐太 西村貴世 𠮷田誠 小野慎哉 をがわいちろを 河毛雅妃 岡野慎吾 永田亜美 |
| メカ・エフェクト作監             | 鈴木勤 |
| オープニング演出                 | 善聡一郎 |
| オープニング原画                 | 小野慎哉 |
| エンディング原画                 | 丸山宏一 |
| 原画                             | 大塚正実 山森英司 桝田浩史 牧野竜一 山川浩臣 末吉裕一郎 加来哲郎 松井啓一郎 高倉佳彦 八木郁乃 澤田裕美 林志保 小林麻衣子 曽々木安恵 山下晃 瀬尾康博 千葉ゆみ 内田シンヤ 三輪修 茂木琢次 藤原巧和 わしお 上田幸一郎 徳野悠我 大谷敦子 林静香 角張仁美 佐々木政勝 後藤圭二 栗田務 浦野美桜 坪山圭一 山田一 前田義宏 安西俊之 シンー・ペイジ 近藤高光 依田正彦 藤本雄一朗 町田菜保子 山本真理子 田中薫 鈴木陽子 佐々木正広 上杉遵史 鰐渕和彦 関本渡 松本鉄也 梶原賢二 岡昭彦 八角彩香 松田真路 北山修一 神戸佑太 安藤義信 伊藤秀次 |
| 第二原画                         | 五十嵐直子 遠藤良恵 大武正枝 小笠原憂 加来由加里 木下千恵 こすぎなほこ 佐古宗一郎 田中好浩 田村恭穂 長尾祐希子 仲川明希 中本和樹 本多稚呂 増谷三郎 松村舞子 安原亜耶 薮本和彦 山川浩美 山崎微都紀 𠮷田清美 松村美佳 SynergySP オープロダクション WHITE FOX ボンズ作画部 えりある コミックス・ウェーブ・フィルム R.I.C MarBean Animation |
| 動画検査                         | 染川仁菜 |
| 動画                             | ベガエンタテイメント 松村美佳 堀江佑 宮本美智子 濱田友美 屋宜優 神谷由季 川重希 関根奈穂 山口央 スタジオエル 加藤晶久 牧野清香 小山優貴子 水野友美子 河野宏美 樋口純一 能城山人 阿久津徹也 Wish 一条望 玉腰桃子 藤本颯 加島美穂 伊藤優希 斎藤健太 太観アニメ 張剛 王暁正 南海 呉小松 馬叢 杜本茂 宗海濤 張蒙 王暢 オープロダクション 田中陽子 Murahashi Ryosuke ORANGE RYU JA YOUNG HAN SONG HEE SON SEON AH JEONG HYUN JEONG KIM JEONG SOON PARK NAN HEE KIM JUNG LAN HONG KYOUNG MI KIM HYE JUNG CHOI YOON KYEONG SUH YOON JOO CHO EUN SUN YOU SU OK SON YUOUNG JUN LEE KYUNG MI KIM MIN JEONG KIM MIN AE LIM HYUNG SUK LIM JI HYEA OH HYE MI KIM SE KYUNG CHOI EUN YOUNG YOO HEE JIN LIM EUN SOOG PARK JI YOUNG 原佳寿美 長谷川夏美 八木綾乃 桜沢裕美 藤野京子 吉沢八重子 家野尚代 江野沢柚美 寺田眞佐子 清水由紀子 梅林由加里 長島崇 海老原尚樹 今村洋輝 岡崎あずさ 宮健太 岩田芙由子 遠藤法子 大森まい ドラゴンプロダクション |
| 色彩設計                         | 松谷早苗 |
| 色指定・検査                     | 高橋めぐみ 野間口麻美 戸部弥生 中野尚美 堀越智子 大金紀子 |
| 仕上                             | ベガエンタテイメント 倉内美幸 田野美寿穂 竹内ゆり スタジオエル 渡部勇輔 古賀遼也 古滝龍馬 海賀一樹 五十嵐優也 服部洋子 小野淳 木村智美 砂川渚 妻鹿真琴 鈴木ようこ 真水由貴 前島渚 日下部里美 我謝美幸 岩崎静夏 都丸陽子 沼田千晶 大久保雄介 森脇弘史 木下美佳 吉田真由 林大樹 丹波美佳 Wish 伊藤敦子 石川直樹 奥井恵美子 寺島伸弥 千葉陽子 山瀬仁美 伊藤淳帆 内田潤 清水美紀 周藤宏太 山田祥子 田中照佳 スタジオ・タージ 宮原奈緒子 南龍介 小栁寿志 畑中章行 ORANGE AN YOUNG AE JUNG HYE RA LEE MYEONG SOON KIM EUN HEE JUN EUN JOO CHOI SU KYOUNG MOON SUNG HEY SHIN HYUN JUNG LEE YEON JU HAN MYUNG SUN OH KYUNG HEE KIM SEON MI LEE JI YOUNG PARK CHAN IL アニメッシュ イーゲルネスト スタジオギムレット アニタス神戸 スタジオアド Be-Loop 太観アニメ |
| 背景                             | アトリエローク07 清水としゆき 室田恵実 鈴木聡 楜澤裕香 渡辺美穂 加藤美紀 スタジオ・ユニ 三原伸明 川口美射 越膳滝美 石黒恵美子 中島美枝子 高橋佐知 天水勝 池田玲子 永井由香 宮良子 スタジオ美峰 高峯義人 扇山秋仁 安藤愛莉 HA DUNG NGUYEN HUY NGUYEN NHAN LE HUAN TRAN DUNG DOAN THINH NGUYEN ANH CAO TAI NGUYEN HOAI TRAN THUAN TRAN THUY VU CHUYEN LE THAO DO QUY NGO MAI NGUYEN TAM 知本祐太 吉原一輔 GACHI Production アトリエブーカ 岡本有香 臼田安成 飯田拓也 中島裕一郎 谷川広倫 真下美帆 川嶋優嘉 東明美 ムクオスタジオ 井上慎太郎 中根崇仁 一瀬あかね 大門友花里 中村沙和子 真喜屋実義 草薙 伊藤弘 岡本穂高 アートチームコンボイ 岡部眞由美 LEE PRODUCTION 高恩京 田智妍 李鳳美 羅今英 朴康仔 NAM HAI NARA Animation GACHI Production |
| 撮影                             | アニメフィルム |
| 監修                             | 熊谷正弘 |
| コンポジット                     | 桶田一展 西山朋広 山田廣明 倉田佳美 木次美則 鈴木浩司 下村博文 松澤秀子 大森美奈子 手塚智鶴子 土岐浩司 梅田俊之 |
| 特殊効果                         | 佐藤香織 エースクリエイション 旭プロダクション ボンズ |
| 編集スタジオ                     | 岡安プロモーション |
| 編集助手                         | 藤本理子 |
| 背景音楽制作                     | 音楽録音エンジニア 青柳延幸 岸本浩幸 アシスタントエンジニア 岸本浩幸 板橋聖志 鈴木誠 マニピュレーター 有馬孝哲 コーディネート 関谷典子 制作協力 澤原豊 長田直也 吉田奈生 |
| 音楽協力                         | テレビ朝日ミュージック |
| 音響制作                         | AUDIO PLANNING U |
| ミキサー                         | 山本寿 |
| アシスタント・ミキサー           | 小沼則義 |
| ダイアログ・エディター           | 田口信孝 長谷川太洋 |
| 音響制作デスク                   | 穂積千愛 |
| 音響効果                         | グループ・アンド・アイ |
| デジタル光学録音                 | 西尾昇 |
|                                  | ドルビーデジタル・サラウンドEX 一部上映館を除く |
| ドルビーフィルム・コンサルタント | 河東努 森幹生 コンチネンタルファーイースト(株) |
| 現像                             | 東京現像所 |
| HD編集                           | 山本洋平 金沢佳明 金高明宏 |
| DCPマスタリング                  | 千木良保宣 脇坂美緒 |
| フィルムレコーディング           | 増田悦史 |
| タイミング                       | 中村旭臣 |
| ラボ・デスク                     | 丸山裕子 |
| ラボ・マネージメント             | 井上純一 近藤桂司 酒見弘人 |
| アニメーション協力               | ベガエンタテイメント 松土隆二 滝島久美子 河村武雄 馬場潤 |
| 掲載                             | 小学館の児童誌 めばえ てれびくん 幼稚園 月刊コロコロコミック 学習幼稚園 別冊コロコロコミック 小学一年生 コロコロイチバン! 小学二年生 ぷっちぐみ |
| 宣伝プロデューサー               | 土肥直人 |
| 宣伝                             | 豊田幸宏 関雄平 篠原由樹夫 芝山瑞季 小島壮詩 上野美穂 |
| 予告編制作管理                   | 蔦川亜希 |
| 予告編演出                       | 野々市谷有美 佐藤睦 |
| 予告編CG                         | 津田輝王 関口里織 |
| トータル アートディレクション    | 村井香里 |
| グラフィック・デザイン           | 有泉勝一 佐藤良美 |
| オフィシャルWEB                  | 村田大典 蓮沼祐治 |
| おまけ映像                       | 八鍬新之介 杉崎聡 増泉路子 |
| プロモーション プロデュース      | 山田卓司 堤直之 佐々木礼子 |
| 協力                             | 北海道テレビ 青森朝日放送 岩手朝日テレビ 東日本放送 秋田朝日放送 山形テレビ 福島放送 新潟テレビ21 長野朝日放送 静岡朝日テレビ 北陸朝日放送 名古屋テレビ放送 朝日放送 広島ホームテレビ 山口朝日放送 瀬戸内海放送 愛媛朝日テレビ 九州朝日放送 長崎文化放送 熊本朝日放送 大分朝日放送 鹿児島放送 琉球朝日放送 ★ 川崎市 藤子・F・不二雄ミュージアム |
| 制作進行                         | 佐藤大真 笠木昇 落合竜太郎 田原麻美 岡野孝規 津山智香 佐藤創太 河西麻利子 岩岡夢子 菊地一成 |
| 制作デスク                       | 中島進 武井健 中村和喜 |
| アシスタントプロデューサー       | 横山幸恵 |
| プロデューサー                   | 川北桃子 鶴崎りか 小野仁 齋藤敦 大金修一 沢辺伸政 |
| 「映画ドラえもん」制作委員会     | 石関暁 相賀信宏 小沢清人 小西麻理 徳山雅記 牧野ひろみ 山﨑由里佳 吉田冠 神田エミイ亜希子 小久保聡 和田修治 高木智悌 浅田幸男 佐藤絵里子 白戸博久 嶋根惇 浅井美佳 中沢利洋 大槻育宏 塙智行 間瀬謙介 山守貴子 相原栄光 佐藤理絵 大塚薫 藤澤佑介 佐藤隆一 尾﨑瑞季 佐藤航洋 池上陽平 中村航平 池田光子 吉田健司 尾﨑美香 清水智美 小西佑平 大谷絵里 |
| 配給                             | 東宝 |
| 制作                             | 藤子プロ FUJIKO PRO 小学館 テレビ朝日 ADK ShoPro シンエイ動画 |
|                                  | ©藤子プロ・小学館・テレビ朝日・シンエイ・ADK 2015 |

## 主題歌
オープニングテーマ「夢をかなえてドラえもん」
作詞・作曲 - 黒須克彦 / 編曲 - 沢田完 / 歌 - ドラえもん（水田わさび）、のび太（大原めぐみ）、しずか（かかずゆみ）、ジャイアン（木村昴）、スネ夫（関智一）（コロムビア）
エンディングテーマ「360°」
作詞 - miwa / 作曲 - miwa & NAOKI-T / 編曲 - NAOKI-T / 歌 - miwa（Sony Music Records Inc.）
テレビシリーズ主題歌としても、2014年12月30日放送分からドラえもん・のび太・しずか・ジャイアン・スネ夫の5人がコーラスとして参加している「映画ドラえもん35周年記念スペシャルバージョン」が使用されている。この曲はアニメーションの映像に加えmiwaとミニ☆ミワズ（遠藤真優・美優姉妹）がダンスを踊る実写映像が使用されている（ダンス振付は濱田“Peco”美和子によるもの）。2015年2月20日放送分の『ミュージックステーション』ではmiwaとドラえもんたち5人が出演し、「映画ドラえもん35周年記念スペシャルバージョン」が披露された。なお、2023年の映画「のび太と空の理想郷」でNiziUが主題歌を務めるまでは最後の女性アーティストによる主題歌だった。
劇中歌
「夢をかなえてドラえもん合唱バージョン」
作詞・作曲 - 黒須克彦 / 編曲 - 沢田完 / 歌 - 杉並児童合唱団
「ミラクル銀河防衛隊のテーマ」
作詞 - マイクスギヤマ / 作曲・編曲 - 沢田完 / 歌 - 杉並児童合唱団

## 製作
ドラえもん映画作品35周年記念作。『ドラえもん のび太のひみつ道具博物館』（2013年）以来2年ぶりの新・大長編シリーズ作品となる。宇宙を題材にした作品は本作で6度目。
ヒーロー遊びから本物のヒーローとなったドラえもんたちが宇宙海賊たちと戦う姿を描く。また、アニメ第2作2期シリーズ映画においては『ドラえもん 新・のび太の宇宙開拓史』（2009年）以外すべて作中の季節は夏であったが、本作では5月に設定されており、久々にのび太たちが長袖姿となっている（ただし、のび太のママのみ半袖となっている）。
監督の大杉は「作りようによっては深刻なお話になるので、絶対に明るい作品にしようと考えていました」と話しており、オファーも「笑い路線、明るいもの」だったという。また、「バトルを残虐に描かない」「まんがやアニメは本来、子どものものであって、子どもに返してあげたい」という基本理念のもと、改めて子供にターゲットを絞った作品として制作された。そういった経緯からコミカルなアクションを表現するため、本作では『ドラえもん のび太の恐竜2006』（2006年）よりアニメ第2作第2期シリーズ映画の特徴でもあった鉛筆タッチを意識した描線からテレビアニメ版と同じく均一の線に変更され、ドラえもんたちの頭身もあえて縮めてデザインから調整が加えられている。
一方で本作の漫画版を執筆したむぎわらしんたろうは過去のオリジナル2作品、『ドラえもん のび太と奇跡の島 〜アニマル アドベンチャー〜』（2012年）と『のび太のひみつ道具博物館』（2013年）では「敵らしい敵、やっつけたくなるような敵がいなかったんで。ほんとに倒したい敵で話が作りたいなぁと思いまして、今回のお話になったんです。」と話しており、漫画版は映画版と比べるとアクションやシリアスをより補完した形となっている。また、『月刊コロコロコミック』での連載スタート時には「ドラえもん版アベンジャーズ」とも称していた。
スタッフクレジットでは、これまでの「制作」表記が映画第1作『のび太の恐竜』以来となる「製作」に改められた。

### ゲスト声優
2015年1月31日に、宇宙海賊の幹部・ハイド役に爆笑問題の田中裕二、メーバ役に本作声優初出演となる女優の観月ありさ、宇宙海賊の首領・イカーロス役に俳優の市村正親が起用されたことが発表された。

## 興行成績
全国365スクリーンで公開され、2015年3月7、8日の初日2日間で興収6億4,473万5,500円、動員55万7310人となり、映画観客動員ランキング（興行通信社調べ）で初登場第1位を獲得。また、ぴあの初日満足度ランキングでも満足度90.7を獲得し、第1位となっている。その後公開16日間で興収17億円を突破。公開37日目で動員328万6028人、興収36億7525万2050円を記録。興収は『のび太と奇跡の島 〜アニマル アドベンチャー〜』（2012年、最終興収36億2,000万円）を超え『のび太のひみつ道具博物館』に次ぎ歴代第2位となった。その後5月26日のテレビ朝日社長吉田慎一による会見では動員346万5800人、興行収入38億8500万円となったことが公表された。最終興収は39.3億円、動員351万人。

## 関連企画

### 漫画版
『月刊コロコロコミック』2014年12月号から2015年5月号まで全6回が連載された。大長編ドラえもんでは通算30作目。漫画はむぎわらしんたろう。単行本は4月28日発売。単行本化の際に、主題歌の歌詞を掲載した見開きのページなどが新たに描き下ろされている。おおまかなあらすじは映画版と同じだが、設定や展開が映画版と異なる部分が多い。また、一部のページには原作『ドラえもん』より絵を切り出して使用された場面が存在する。

### 小説版
『小説 映画ドラえもん のび太の宇宙英雄記』のタイトルで小学館ジュニア文庫より新書判が2022年1月28日発売。執筆は福島直浩。映画版の監督である大杉へ取材が行われ、映画版とは異なる展開が描かれる。

### 家庭用ゲーム
ゲーム ドラえもん のび太の宇宙英雄記
フリューより2015年3月5日に発売されたニンテンドー3DS用ゲームソフト。内容は映画を題材としたミニゲーム集。
ファミ通クロスレビューでは5、6、6、6の23点。レビュアーは子供向けで誰でもクリア可能でひみつ道具やキャラクターの得意なことを活かしたシステムがいいとしたが、前作ゲームの『新・のび太の大魔境』を踏襲したステージに変化があまりなくミッションも同じようなものが多く作業プレイになりがちで飽きる、視点が近いせいか狭く感じる3Dマップ、移動中突然現れるオブジェなどのせいで遊びにくい、撮影ポイントも味気なく場所によってポーズを変えるなど工夫が欲しかった、秘密基地はレイアウト変更などもっと遊べる要素がほしかった、演出やインターフェースの向上を求めた。

### 映画ドラえもん ヒーロー誕生!コンテスト
小学館各誌や各企業で募集。ヒーローにちなんだイラストコンテストで、最優秀賞は映画エンディングで紹介。作品例のイラストは漫画家の矢川タケカズによるもの。

### DORAEMON BLUE PROJECT
赤江珠緒、織田信成、佐々木希、SHELLY、高橋茂雄（サバンナ）、辻村深月、秦基博、溝端淳平、miwa、武藤嘉紀の10名がドラ☆応援団を結成。『ドラえもん』についてのインタビュー動画や直筆イラストが公開された。

### ドラえもん映画祭2015
2015年1月31日から3月6日までの期間、映画35周年の節目を記念した「ドラえもん映画祭2015」が神保町シアターで開催。『のび太の恐竜』（1980年）から『新・のび太の大魔境』（2014年）までの作品を、公開当時同様に一部併映作品と合わせて上映。2月14日にはドラえもん役の水田わさび、のび太役の大原めぐみがトークショーを実施。そのサプライズゲストとして先代のび太役の小原乃梨子、先代しずか役の野村道子が登場し、夢の競演を果たした。先代ドラえもん役の大山のぶ代は認知症（当時は公表されておらず風邪とされていた）で療養中のため参加しなかったが手紙を寄せており小原が代読した。

### J:COM×映画ドラえもんキャンペーン
前述の『映画ドラえもん ヒーロー誕生!コンテスト』の企業募集に参加しているジュピターテレコムによる映画連動キャンペーン。本作と同じく「宇宙」をテーマにした映画ドラえもんをJ:COMオンデマンドで独占配信するほか、映画ドラえもん制作の裏側を見学・レポートする「J:COMキッズレポーター」を募集。レポートの様子は映画公開記念スペシャル番組として、『映画ドラえもん「のび太の宇宙英雄記（スペースヒーローズ）」（秘）制作現場潜入SP』のタイトルでJ:COMテレビでの放送およびJ:COMオンデマンドにて配信。また、「ドラえもんキャラバン 2015 supported by J:COM」も全国のデパートで開催。さらには『宇宙英雄記』本編冒頭映像の約10分と映画のダイジェスト映像をJ:COMオンデマンド2月23日から3月31日まで無料先行配信。

### ドラえもんカフェ
タワーレコード渋谷店2階の「TOWER RECORDS CAFE 渋谷店」で期間限定コラボカフェとして「映画ドラえもん×TOWER RECORDS CAFE」が2015年2月17日から3月13日まで開催。店内には35作品のドラえもんのイラストが飾られ、限定メニューの提供および限定グッズの販売を行う。

### のび太の宇宙英雄記（スペースヒーローズ）フェア
サークルKサンクスとのコラボフェア。レシートを集めて応募する映画オリジナルグッズの抽選や、オリジナル商品および限定グッズの販売を行う。

### ドラえもん&藤子・Ｆ・不二雄公式ファンブック Fライフ
全4号。完結号のVol.4では映画ドラえもん35周年大特集と称し、過去の映画作品から『のび太の宇宙英雄記』までを特集。監督の大杉による制作初期のイメージボードや絵コンテ、インタビューなどが掲載。

### 映画ドラえもん×モンスト
ゲームアプリ『モンスターストライク』とのコラボ。3月6日より期間限定でコラボイベントが開催された。映画にちなんだゲーム画面や、ドラえもんやのび太をはじめとするキャラクターと回復アイテムとして「どら焼き」が登場する。映画ドラえもんとのコラボは翌年以降も毎年開催されている。

### 映画ドラえもん×ビデオパス シアター
auの映像サービス「ビデオパス」にて映画ドラえもん全35作品の配信開始を記念し、3月20日から3月31日の期間限定で東京都原宿のTokyo Apartment Cafe内にオープン。期間中は会場の全席に「映画ドラえもん」が見放題のビデオパス視聴端末、エントランスにはどこでもドア、カフェ内にはドラえもんと一緒に撮影できるスポットなどがそれぞれ設置される。

### ドラえもんの手形
ドラえもんの長年に渡る映画界への功績が認められ、ドラえもんの手形が日比谷シャンテ内にある合歓の広場に掲出された。キャラクターとしては史上初となり、76人目の手形となる。3月22日には同所でセレモニーが開催され、水田わさびとドラえもんに加え、花束プレゼンターとしてお笑いコンビサバンナの高橋茂雄、藤子・F・不二雄ミュージアム館長で映画のチーフプロデューサーを務める大倉俊輔らが出席した。手形には漫画にも登場する“親指らしきもの”を作っているほか、一緒に型押しされたドラえもんの顔の瞳の形を、藤子・F・不二雄の横顔のシルエットにする意匠が織り込まれたものとなっている。

### Do-Radio 映画チャン★ドラジオ
ポッドキャストのwebラジオ番組。ドラえもんとのび太がパーソナリティーを務め、ゲストとして映画主題歌を歌うmiwaが出演。

### 原画展・パーマンとFヒーローたち
『パーマン』をはじめとする藤子・F・不二雄作品の「ヒーロー」をテーマにした原画展。藤子・F・不二雄ミュージアムにおいて、2015年1月29日から開始。会期は6月末までの予定だったが、後に延長され7月6日まで行われた。1月29日から3月6日までの期間限定として『Fキャラオールスターズ大集合 ドラえもん&パーマン 危機一髪!?』のアンコール上映、ミュージアムカフェに『パーマン』をイメージした新メニューの追加などを行っている。